# Ciało (fizyka)
Ciało (ciało fizyczne) – termin z zakresu fizyki i innych dziedzin nauki, oznaczający zbiór cząstek o niezerowej masie spoczynkowej, traktowany jest jako całość. W odróżnieniu od ciała fizycznego posiadającego niezerową masę spoczynkową, zbiór cząstek o masie spoczynkowej zerowej (będący nośnikiem oddziaływań grawitacyjnych lub elektromagnetycznych) stanowi pole fizyczne. Określenie ciało fizyczne jest podstawowym pojęciem używanym w definicjach i prawach fizycznych w mechanice klasycznej jak i kwantowej, elektrodynamice i innych. Zastępuje słowa: materia, bryła, organizm, obiekt astronomiczny, przedmiot itp.
Dwa lub więcej ciał tworzy układ fizyczny.